# Retoure

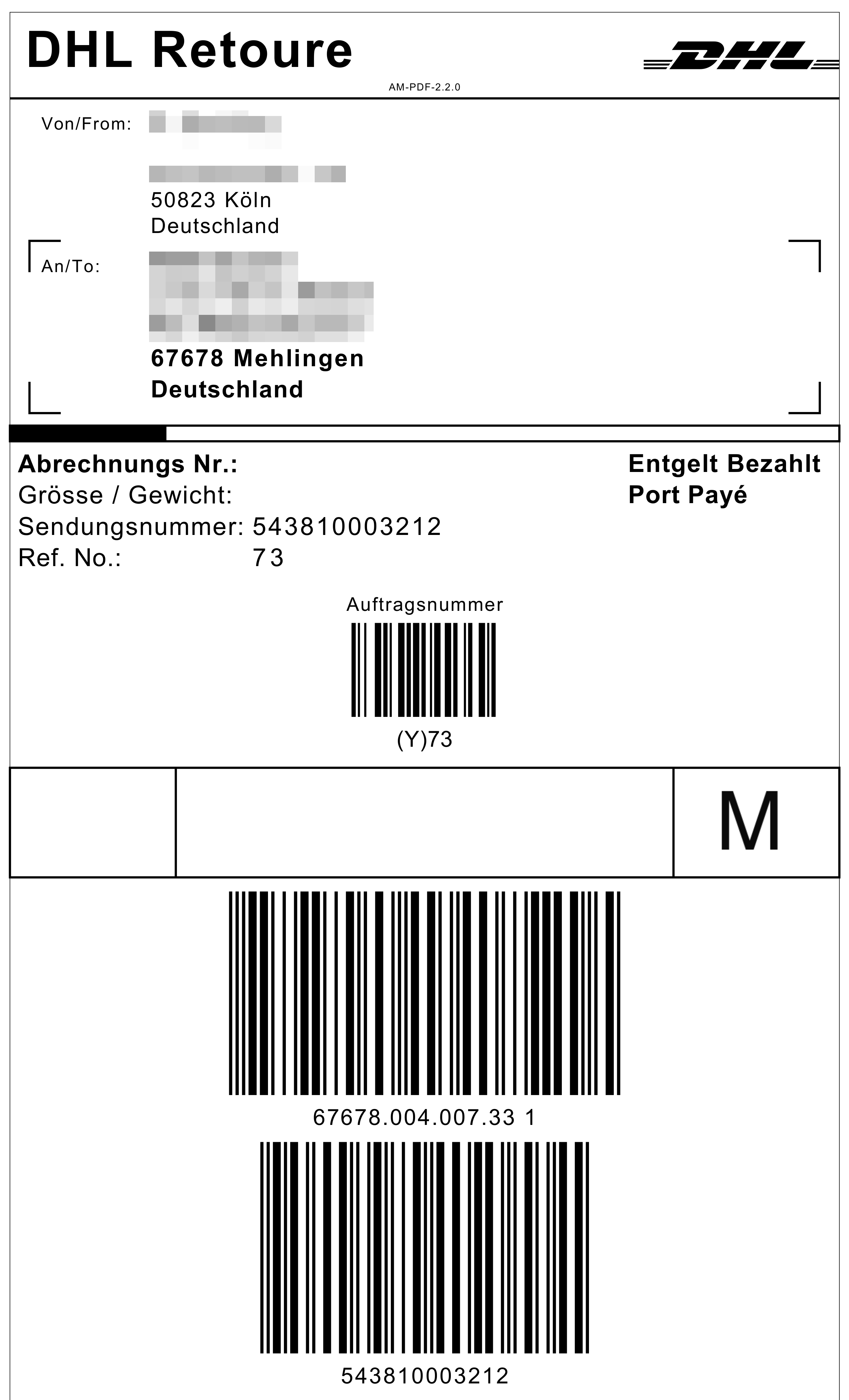
Paketaufkleber für eine Warenrücksendung mittels DHL in Deutschland

Retoure (französisch retour, „Rückkehr“, „Wiederkehr“; auch: Warenrücksendung oder Rückläufer) wird im Versandhandel die Rücksendung von Waren vom Verbraucher an den Verkäufer genannt.

## Allgemeines
Im Versandhandel kauft der Kunde „Ware, die er nicht sieht, die er nicht fassen kann, von Leuten, die er nicht kennt“. Deshalb erfordert eine Bestellung ein Vertrauensverhältnis zwischen Händler und Verbraucher, das durch eine Rücksendemöglichkeit gestärkt werden kann. Retoure ist im Online-Handel die vom Kunden an den Lieferanten zurückgesendete Ware.
Die Motive für Retouren sind vielfältig; bei 51 % der Retouren entsprach die Ware nicht den Kundenerwartungen, in 24 % der Fälle war die Ware beschädigt, 20 % hatten mehrere Alternativen bestellt und 5 % unterlagen einem Impulskauf durch eine Werbeaktion. Ziel des Verbrauchers bei Retouren ist entweder der Umtausch oder die Rückerstattung des Kaufpreises. Da meist ein Kaufvertrag geschlossen wurde, ist bei der Retoure das Kaufrecht zu beachten, das eine Rückgabe nicht in jedem Fall gestattet.
Untersuchungen der Forschungsgruppe Retourenmanagement der Otto-Friedrich-Universität Bamberg legen außerdem nahe, dass besonders im deutschen Online-Handel hohe Retourenquoten durch einen ausgeprägten Wettbewerb zwischen den Händlern begünstigt werden. Um für Kunden attraktiv zu erscheinen, werden Retouren hier überwiegend kostenfrei und bei großzügigen Rückgabefristen erlaubt. Auch die bei Kunden beliebte Zahlweise „Kauf auf Rechnung“ erleichtert dabei den Rückversand ohne aufwendige Rückbuchungsforderungen.

## Rechtsfragen
Verbrauchern in Deutschland steht bei Fernabsatzverträgen ein Widerrufsrecht gemäß § 312g Abs. 1 BGB zu, wobei die Widerrufsfrist als Ausschlussfrist 14 Tage beträgt (§ 355 Abs. 2 BGB). Der Widerruf muss vor der Rücksendung eindeutig erklärt werden (§ 355 Abs. 1 BGB), was per E-Mail, Fax oder Brief erfolgen kann (§ 356 Abs. 1 BGB). Die Rückzahlung des Kaufpreises hat nach § 357 Abs. 3 BGB durch den Verkäufer ebenfalls innerhalb von 14 Tagen mit demselben Zahlungsmittel zu erfolgen, das auch der Käufer bei der Zahlung verwendet hat.
Der Verbraucher trägt nach § 357 Abs. 6 BGB die unmittelbaren Versandkosten der Rücksendung der Waren, wenn der Unternehmer den Verbraucher von dieser Pflicht unterrichtet hat. Der Unternehmer kann sich aber auch bereiterklären, diese Kosten zu übernehmen (§ 357 Abs. 6 Satz 2 BGB). Der Verbraucher hat zudem Wertersatz für einen Wertverlust der Ware zu leisten, wenn der Wertverlust auf einen Umgang mit den Waren zurückzuführen ist, der zur Prüfung der Beschaffenheit, der Eigenschaften und der Funktionsweise der Waren nicht notwendig war und der Unternehmer den Verbraucher über sein Widerrufsrecht unterrichtet hat (§ 357 Abs. 7 BGB).
Keine Rücksendungsmöglichkeit gibt es gemäß § 312g Abs. 2 Nr. 1–13 BGB insbesondere für nach Kundenauftrag individuell angefertigte Waren, schnell verderbliche Waren mit kurzem Verfalldatum, Hygieneartikel mit nach der Ablieferung entfernter Versiegelung oder Tonträger (auch Software) mit nach der Ablieferung entfernter Versiegelung u. a. Da aber diese Aufzählung abschließend ist, berechtigen hierin nicht aufgezählte Motive für die Rücksendung wie Kaufreue (der Käufer braucht die Ware doch nicht) oder der rechtlich unbeachtliche Motivirrtum zur Rückgabe.

## Wirtschaftliche Aspekte
Das Retourenmanagement kennt vier Arten der Retouren. A-Retouren befinden sich in einem einwandfreien Zustand und lassen sich direkt weiterverkaufen, B-Retouren erfordern kleinere Reworks (etwa neue Verpackung), C-Retouren weisen größere Mängel auf, die einen erneuten Vertrieb auf dem Primärmarkt verhindern und deshalb auf dem Sekundärmarkt als Retourenware angeboten werden. D-Retouren sind nicht mehr veräußerbar und zu entsorgen. Die Retourenabwicklung sorgt bei diesen Arten für ihre entsprechende Zuordnung und Prozessierung.
Die Retourenquote gibt das Verhältnis zwischen retournierter Ware und dem gesamten Warenausgang an:
{\displaystyle {\text{Retourenquote}}={\frac {\text{Anzahl oder Geldwert der Retouren}}{\text{Anzahl oder Geldwert des gesamten Warenausgangs}}}\cdot 100\,\%}.
Die Retourenquote im gesamten deutschen Online-Handel liegt durchschnittlich bei 4 %; die Retourenquoten sind bei Kleidung/Schuhen (28,5 %, bei Damenoberbekleidung bis zu 70 %), Unterhaltungselektronik (15,6 %), Haushaltsgeräten (15,4 %), EDV-Artikeln (15,1 %) besonders hoch; es folgen Bücher (13,4 %) und Tonträger (13,2 %). Nach der Zahlungsart ist die Retourenquote bei „Zahlung gegen Rechnung“ besonders hoch, bei Vorkasse am niedrigsten.
Reduzierung der Retourenquote
Da beispielsweise im Textilhandel Retouren von vorneherein vom Kunden einkalkuliert werden, lassen sich nicht alle Retourengründe beseitigen. Es ist aber möglich, umfassende Produktbeschreibungen und Produktabbildungen zu veröffentlichen, damit sich die Kunden schon online umfassend informieren können. Zahlreiche Online-Shops bieten zusätzlich Größenberatungen oder Produktvideos an, damit die Kunden einen möglichst genauen Eindruck der Produkte erhalten. Die Retourenquote lässt sich auch dadurch reduzieren, dass die Online-Händler darauf achten, stets richtige Bestellungen zu liefern. Dabei kann beispielsweise eine scannergestützte Kommissionierung oder RFID-Technologie unterstützen.
Retouren sind stets mit Kosten verbunden. Um diese zu reduzieren, bemühen sich Online-Händler, Prozesse im Shop, im Lager und im Retourenmanagement zu vereinfachen und weitestgehend zu automatisieren. Dazu wird oft ein Warenwirtschaftssystem eingesetzt, das eng mit einem Onlineshop-System verzahnt ist. In manchen Shops erstellen und drucken die Kunden ihren Retourenschein selbst. Die Informationen werden an das Warenwirtschaftssystem übermittelt, sodass die Informationen dort frühzeitig zur Verfügung stehen. Kommt die Ware im Lager an, wird durch einen einfachen Scan des Retourenscheins die Retoure der jeweiligen Lieferung zugeordnet. Darüber hinaus werden Gutschriften automatisiert berechnet und automatisch dem Kunden gutgeschrieben – unter Berücksichtigung aller Rabatte und Codes, die der Kunde bei der Bestellung genutzt hat.

## Retouren bei Lebensmitteln
Insbesondere in Bäckereien ist das Retourenmanagement ein wesentlicher Teil der Verkaufssteuerung. Da Frische hier zentrales Qualitätskriterium ist, ist es notwendig, die Produktmengen, deren Verkauf im Laufe des Tages erwartet wird, täglich frisch zu produzieren. Die erwarteten Umsätze je Produkt werden anhand der Umsätze der Vergangenheit und ggf. vorliegender Festbestellungen geschätzt. Da die tatsächliche Verkaufsmenge im Vorhinein unbekannt ist, ist es betriebswirtschaftlich sinnvoll, eine Produktionsmenge in die Filialen zu liefern, die die vermutete Verkaufsmenge leicht übersteigt. Es ergibt sich daher eine geplante Retourenquote. Da ein Weiterverkauf von einmal an die Filialen ausgelieferten Produkten nach Retoure aus Hygienegründen verboten ist, stellen die tatsächlichen Retouren einen Kostenbestandteil dar, der in die Kalkulation der Endpreise einfließt. Es ist allerdings kaufmännisch nicht sinnvoll, eine zu niedrige Retourenquote einzuplanen, da die Verkaufsmenge durch den Umfang des Warenangebotes beeinflusst wird. Sind einzelne Produkte, insbesondere solche mit hohen Umsätzen wie Brot, ausverkauft, so sinkt auch der Umsatz der anderen Produkte (Angebotslücke). Um Retourenquoten zu senken, kann das Unternehmen die Filialen mehrfach am Tag beliefern. Auch ist die Produktion in Öfen vor Ort für die Spitzenlast geeignet, Retourenquoten zu senken.
Als Retoure werden im Bäckerhandwerk auch die bei Ladenschluss noch unverkauften Überbestände an Backwaren bezeichnet. Dabei handelt es sich jedoch nicht um Retouren im strengen Wortsinn, weil unverkauft gebliebene Waren nicht an den Verbraucher gelangen und deshalb von ihm auch nicht zurückgegeben werden können. Bei echten Retouren geht die Entscheidung zur Rückgabe vom Verbraucher aus, bei Retouren im Bäckereiwesen vom Handel und bei Rückrufaktionen vom Verkäufer.

## Statistik
Statista zufolge lag der Anteil der Personen in Europa, die in den vergangenen zwölf Monaten online bestellte Waren zurückgesendet haben, im Jahr 2018 mit 53 % in Deutschland am höchsten. Es folgten die Niederlande (52 %), Frankreich (45 %), Italien und Spanien (jeweils 43 %), Skandinavien (42 %), Vereinigtes Königreich (40 %), Belgien (38 %) und Polen (32 %). Eine Studie des Branchenverbandes Bitkom ergab 2018, dass jeder achte Online-Einkauf in Deutschland wieder zurückgeschickt wird. Die meisten Retouren bringt die Altersgruppe der 14- bis 29-Jährigen auf den Weg. Mehr als die Hälfte der Online-Einkäufer (51 %) gibt außerdem an, Waren im Internet zumindest einmal oder gelegentlich auch schon mit der festen Absicht bestellt zu haben, diese wieder zurückzuschicken. 6 % tun dies regelmäßig. Retouren bedeuten für die Anbieter nicht nur einen entgangenen Umsatz und Gewinn, sie verursachen auch Personal- und Prozessierungskosten, etwa um die Retoure zu prüfen und in den Lagerbestand zurückzuführen. Gemäß einer Verbraucherbefragung von PwC Deutschland (2013) bestellt gut jeder dritte Online-Shopper im Internet zumindest gelegentlich Waren, die er aller Voraussicht nach wieder an den Händler zurückschickt. Fast ein Fünftel der Käufer tut dies sogar häufig. Das kostenlose Rückgaberecht – Händler dürfen erst ab Juni 2014 bei einem Warenwert von über 40 Euro eine Retourengebühr erheben – macht das Online-Shopping zwar für viele Konsumenten besonders attraktiv, stellt aber für den Internet-Handel eine erhebliche Kostenbelastung dar.